# Circonscription électorale d'El Hierro
Ne doit pas être confondu avec Circonscription autonomique d'El Hierro.
La circonscription électorale d'El Hierro est l'une des circonscriptions électorales insulaires espagnoles utilisées comme divisions électorales pour les élections générales espagnoles.
Elle correspond géographiquement à l'ile d'El Hierro.

## Historique
Elle est instaurée en 1979 par la promulgation de la Constitution espagnole qui précise à l'article 69 alinéa 3 que chaque île constitue une circonscription électorale.

## Sénat

### Synthèse
|       |       | 1979 | 1982 | 1986 | 1989 | 1993 | 1996 | 2000 | 2004 | 2008 | 2011 | 2015 | 2016 | 04/19 | 11/19 | 2023 |  |
| ----- | ----- | ---- | ---- | ---- | ---- | ---- | ---- | ---- | ---- | ---- | ---- | ---- | ---- | ----- | ----- | ---- |  |
| UCD   |       | 1    | 1    |      |      |      |      | 1    |      |      |      |      |      |       |       |      |  |
| PSOE  |       |      |      | 1    |      |      |      |      |      |      |      |      |      | 1     | 1     |      |  |
| CC    |       |      |      |      |      | 1    |      | 1    | 1    | 1    |      |      |      |       |       |      |  |
| AHI   |       |      |      |      | 1    |      | 1    |      |      |      | 1    | 1    | 1    |       |       | 1    |  |
|       |       |      |      |      |      |      |      |      |      |      |      |      |      |       |       |      |  |
| Total | Total | 1    | 1    | 1    | 1    | 1    | 1    | 1    | 1    | 1    | 1    | 1    | 1    | 1     | 1     | 1    |  |

### 1979
| Parti | Parti | Sénateurs              |
| ----- | ----- | ---------------------- |
| UCD   |       | Federico Padrón Padrón |

### 1982
| Parti | Parti | Sénateurs              |
| ----- | ----- | ---------------------- |
| UCD   |       | Federico Padrón Padrón |

### 1986
| Parti | Parti | Sénateurs                  |
| ----- | ----- | -------------------------- |
| PSOE  |       | José Francisco Armas Pérez |

### 1989
| Parti | Parti | Sénateurs              |
| ----- | ----- | ---------------------- |
| AHI   |       | Venancio Acosta Padrón |

### 1993
| Parti | Parti | Sénateurs                   |
| ----- | ----- | --------------------------- |
| CC    |       | Pedro Luis Padrón Rodríguez |

### 1996
| Parti | Parti | Sénateurs                   |
| ----- | ----- | --------------------------- |
| AHI   |       | Pedro Luis Padrón Rodríguez |

### 2000
| Parti | Parti | Sénateurs              |
| ----- | ----- | ---------------------- |
| CC    |       | Venancio Acosta Padrón |

### 2004
| Parti | Parti | Sénateurs         |
| ----- | ----- | ----------------- |
| CC    |       | Félix Ayala Fonte |

### 2008
| Parti | Parti | Sénateurs                           |
| ----- | ----- | ----------------------------------- |
| CC    |       | Alejandro Narvay Quintero Castañeda |

### 2011
| Parti | Parti | Sénateurs                           |
| ----- | ----- | ----------------------------------- |
| AHI   |       | Alejandro Narvay Quintero Castañeda |

- Alejandro Quintero (AHI) est remplacé en juillet 2015 par Melisa Armas Pérez.

### 2015
| Parti | Parti | Sénateurs             |
| ----- | ----- | --------------------- |
| AHI   |       | Pablo Rodríguez Cejas |

### 2016
| Parti | Parti | Sénateurs             |
| ----- | ----- | --------------------- |
| AHI   |       | Pablo Rodríguez Cejas |

### Avril 2019
| Parti | Parti | Sénateurs              |
| ----- | ----- | ---------------------- |
| PSOE  |       | Esther Carmona Delgado |

### Novembre 2019
| Parti | Parti | Sénateurs              |
| ----- | ----- | ---------------------- |
| PSOE  |       | Esther Carmona Delgado |

### 2023
| Parti | Parti | Sénateurs                     |
| ----- | ----- | ----------------------------- |
| AHI   |       | Aniceto Javier Armas González |